# Vencedores do Prêmio Brasil Olímpico de 1999
O Prêmio Brasil Olímpico de 1999 foi a primeira edição da premiação dada pelo Comitê Olímpico Brasileiro aos melhores atletas do ano. Foram entregues prêmios aos melhores atletas de 40 modalidades, além do prêmio de Melhor Atleta do Ano para um homem e uma mulher.

## Vencedores por modalidade
| - Atletismo: Claudinei Quirino - Badminton: Maria Cristina Nakano - Basquete: Janeth Arcain - Beisebol: Rodrigo Watanabe - Boliche: Lúcia Vieira - Boxe: Kelson Carlos - Canoagem: Sebastian Cuattrin - Ciclismo Estrada: Cláudia Carceroni - Ciclismo Montain Bike: Adriana Nascimento - Esgrima: Silvia Rothfeld - Esqui Aquático: Lisa Debbault - Futebol: Ronaldinho Gaúcho - Ginástica Artística: Daiane dos Santos - Ginástica Rítmica Desportiva: Camila Ferezin - Handebol: Chana Masson - Hipismo Saltos: Rodrigo Pessoa - Hipismo CCE: Artemus de Almeida - Hipismo Adestramento: Micheline Shulze - Hóquei sobre Patins: Pablo Gomes Navarro - Judô: Aurélio Miguel | - Remo: Gibran Vieira da Cunha - Karatê: Lucélia Rbeiro - Levantamento de Peso: Edmilson da Silva Dantas - Lutas: José Joaquim Teixeira - Natação: Fernando Scherer - Natação Sincronizada: Isabela Moraes - Patinação Artística: Janaína Espíndola - Pentatlo Moderno: Roberta Sant'anna - Pólo Aquático: Ricardo Perroni - Saltos Ornamentais: Juliana Veloso - Squash: Karen Redfern - Taekwondo: Aparecida Santana - Tênis: Gustavo Kuerten - Tênis de Mesa: Reinaldo Yamamoto - Tiro Esportivo: Raquel Maria Silveira - Tiro com Arco: Fátima Rocha - Triatlo: Carla Moreno - Vela: Robert Scheidt - Vôlei: Giba - Vôlei de Praia: Shelda |

## Melhores atletas do ano
- Masculino: Gustavo Kuerten
- Feminino: Maurren Higa Maggi